# Эргувеем
Эргувеем — река на севере Дальнего Востока России, протекает по территории Билибинского района Чукотского автономного округа. Длина реки — 89 км.
Название в переводе с чук. Эргываам — «шумная река».
Берёт истоки в южной части гор Коокуней, течёт на северо-восток. В среднем течении выходит на Чаунскую низменность, где скорость течения составляет 0,3 м/с. В низовьях сильно меандрирует до самого впадения в Раучуа слева.

## Притоки
От устья к истоку:
- 40 км: пр → Скалистый
- 48 км: пр → Спорный
- 51 км: лв ← река без названия
- 72 км: пр → Мелкий

## Данные водного реестра
По данным государственного водного реестра России относится к Анадыро-Колымскому бассейновому округу.